# Uesslingen-Buch
Uesslingen-Buch är en kommun i distriktet Frauenfeld i kantonen Thurgau, Schweiz. Kommunen har 1 131 invånare (2023).
Kommunen består av orterna Uesslingen och Buch bei Frauenfeld samt ett antal mindre byar.